# スウィフトシュア級軽巡洋艦
スウィフトシュア級巡洋艦（スウィフトシュアきゅうじゅんようかん、英語: Swiftsure-class cruiser）は、イギリス海軍の軽巡洋艦の艦級。1番艦「マイノーター」は完成と同時にカナダ海軍の所属となり「オンタリオ」と改称したが、この旧名からマイノーター級と称されることもある。また改フィジー級（Improved Fiji-class）とも称される。

## 来歴
1936年にワシントン海軍軍縮条約が失効した後、イギリス海軍では、同年に策定した新海軍力標準によって、巡洋艦の大規模建造を再開した。同年度では、条約型のタウン級の系譜の最終発展型にあたるエディンバラ級とともに、防空艦としてのダイドー級が建造された。また翌1937年度ではダイドー級の建造を継続するとともに、新設計のフィジー級の建造が開始されて、防空巡洋艦と大型軽巡洋艦の建造が進められていくことになった。
しかし第二次世界大戦が勃発すると、対潜戦と対機雷戦の必要が切迫したことから、1940年度計画では、巡洋艦の建造は全て取り下げられた。続く1941年度で巡洋艦の建造が再開されることになったが、海軍当局は、既にダイドー級の追加建造は不要であると考えるようになっていた。当初は8インチ砲搭載の重巡洋艦7隻の建造が要望されていたが、後に8インチ砲搭載の重巡洋艦4隻と6インチ砲搭載の軽巡洋艦3隻に改訂された。この軽巡洋艦として建造されたのが本級である。

## 設計

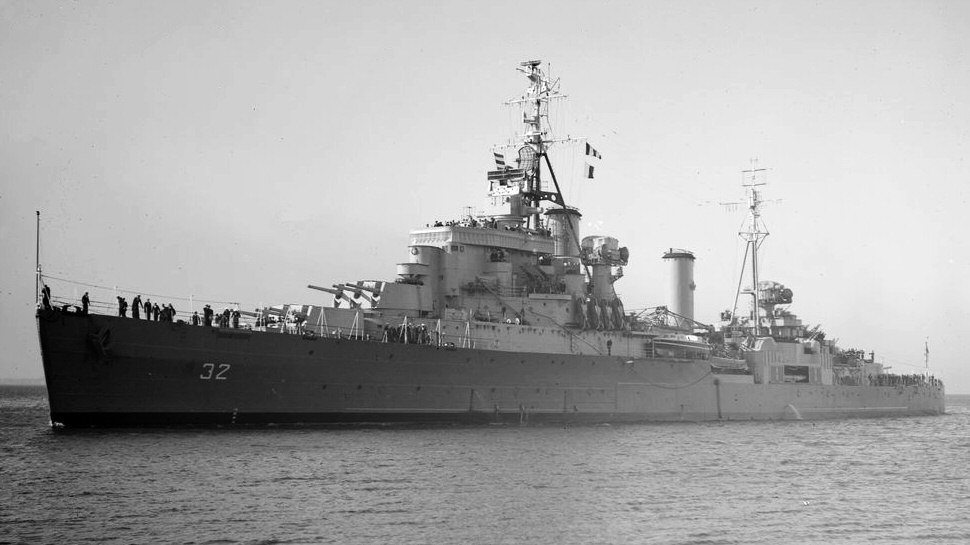
「オンタリオ」

船首楼型で3–4インチ (76–102 mm)の水線部装甲をもち、砲塔とその下部を4インチ以下の装甲で囲むという設計は、戦間期のイギリス巡洋艦に共通したものであった。本級でも、基本設計はフィジー級をベースにしているが、フィジー級前期型で過重兵装のために安定性を損なった反省から、6インチ砲塔3基を無理なく搭載できるように改訂が加えられた。船体の幅は0.3メートル拡張され、また航空艤装を廃止して格納庫が不要になったことで、艦橋構造付近が簡素な形状となり、クレーンの装備数も1基に減少した。横メタセンタ高さ（GM値）は、フィジー級では3.5フィート (1.1 m)であったものが、船体の拡幅によって、本級では4–4.25フィート (1.22–1.30 m)となった。
機関はフィジー級以降の構成が踏襲された。ボイラーはアドミラルティ式3胴缶4基で、蒸気性状は圧力400 lbf/in2 (28 kgf/cm2)、温度250 °F (121 °C)とされた。蒸気タービンはパーソンズ式ギアード・タービン4基で、72,500軸馬力を発揮した。なお本級では燃料搭載量が若干増加しており、20ノット巡航時の航続距離は5,130海里から5,550海里へと延長された。

## 装備

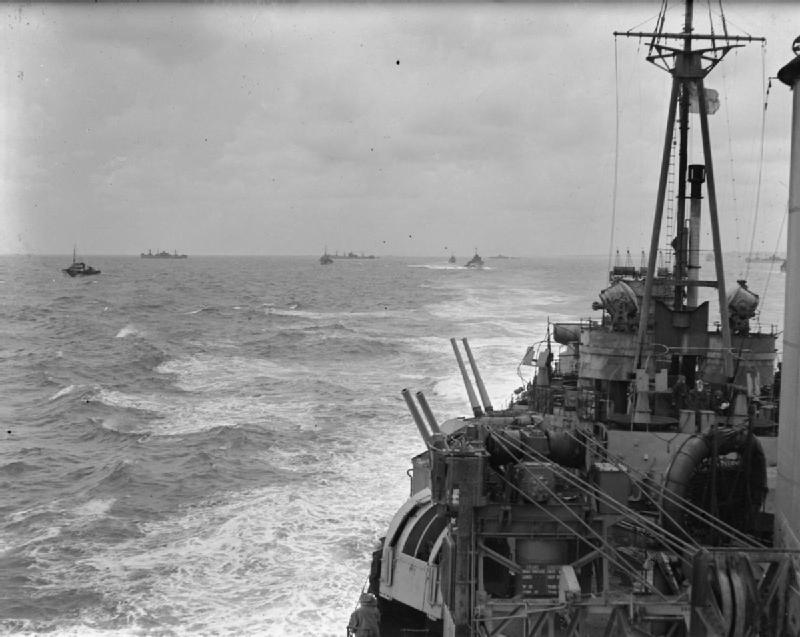
「マイノーター」の舷側に2基配置された10.2cm（50口径）連装高角砲

主砲としては、50口径15.2cm砲（BL 6インチ砲Mk XXIII）を3連装のMk XXIII砲架と組み合わせて、艦首側に2基と艦尾側に1基の計3基搭載した。同砲は、リアンダー級で採用されて以降、イギリス軽巡洋艦の主砲として連綿と搭載されてきた砲であった。なおイギリス海軍で就役を継続していた「スウィフトシュア」では、後にタイガー級と同じ50口径152mm連装砲（6インチ砲Mk.26）への換装が計画されたものの、砲と新型レーダーの生産が遅れたために、実現しなかった。
対空兵器の強化も図られており、45口径10.2cm高角砲（QF 4インチ砲Mk XVI）は10門（連装5基）に増設された。高角機銃としては39口径40mm高角機銃（ヴィッカース QF 2ポンド・ポンポン砲）16門（4連装4基）を搭載する設計とされており、また「オンタリオ」では竣工直前にポンポン砲4基と56口径40mm単装機銃4基が追加された。「スウィフトシュア」でも70口径20mm機銃22門が追加されており、こちらは後に56口径40mm単装機銃13基に換装された。
魚雷兵装としては、53.3cm三連装魚雷発射管を片舷1基ずつ計2基装備した。

## 同型艦一覧
| #  | 艦名                           | 造船所   | 起工            | 進水           | 竣工           | その後                                                         |
| -- | ------------------------------ | -------- | --------------- | -------------- | -------------- | -------------------------------------------------------------- |
| 53 | マイノーター HMS Minotaur      | H&W      | 1941年 11月20日 | 1943年 7月29日 | 1945年 5月25日 | カナダ海軍「オンタリオ」（HMCS Ontario）として就役、1959年退役 |
| 08 | スウィフトシュア HMS Swiftsure | VAタイン | 1941年 9月22日  | 1943年 2月4日  | 1944年 6月22日 | 1958年退役                                                     |